# Servicio público de empleo

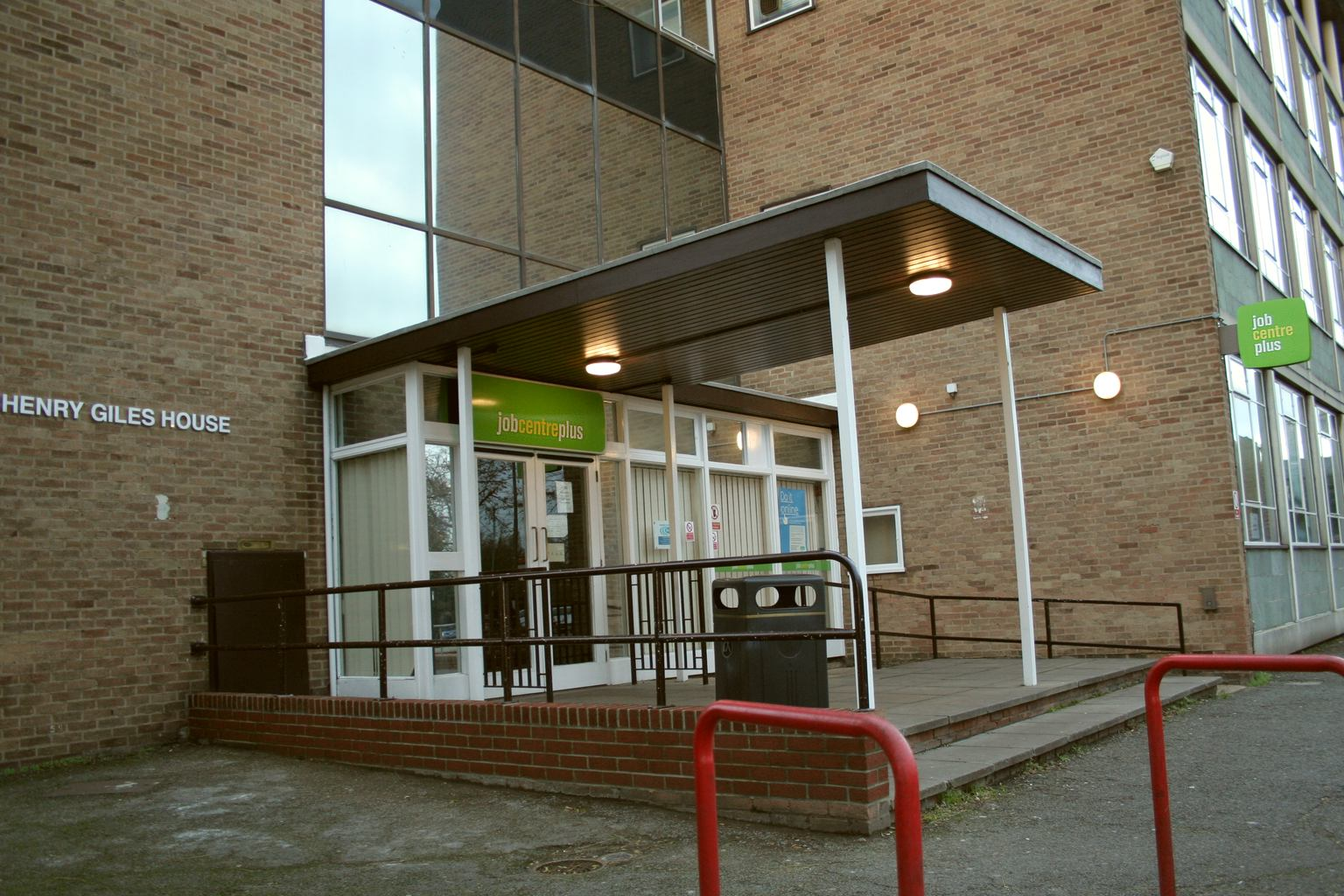
Un centro de empleo plus en Cambridge, Inglaterra.

Un servicio público de empleo es un organismo público que intenta casar la demanda de empleo de personas que quieren trabajar con la oferta de empresarios que desean contratar.

## Antecedentes
Una de las referencias más antiguas a un servicio público de empleo data de 1650, cuando Henry Robinson propuso una "Oficina de Direcciones y Encuentros" que enlazaría a empresarios y trabajadores. El Parlamento británico rechazó la propuesta, pero Robinson abrió un negocio así, aunque no duró mucho.
Desde principios del siglo XX, cada país desarrollado ha creado una agencia pública de empleo como manera de combatir el paro y ayudar a la gente a encontrar trabajo. En 1988, los servicios públicos de empleo de 6 países fundaron la Asociación Mundial de Servicios Públicos de Empleo. En 2016, 85 organismos de todo el mundo se habían unido a la asociación.

## Servicios públicos de empleo de algunos países

### Colombia
En 1966 el servicio de empleo adquiere un lugar en la estructura orgánica del Ministerio del Trabajo a través del Servicio Nacional de Empleo, SENALDE. En 2013, a través de la ley de protección al cesante, se crea la Unidad Administrativa Especial del Servicio Público de Empleo. Está soportada por una red de prestadores en la que se integran agencias públicas, privadas y mixtas, con o sin ánimo de lucro. El sistema de información reúne la oferta y la demanda de trabajo en una misma plataforma. Actualmente en la red participan, entre otros, cajas de compensación familiar, alcaldías y gobernaciones.

### Ecuador
El Ministerio del Trabajo creó una plataforma (Encuentra  Empleo) para que las instalaciones públicas y privadas colocarán sus vacantes y cualquier ciudadano inscrito pudiese postular a dicho es una manera fácil y transparente de conseguir trabajo

### España
El Sistema Nacional de Empleo de España está integrado por el Servicio Público de Empleo Estatal (SEPE, hasta 2003 denominado Instituto Nacional de Empleo, INEM) y los servicios públicos de empleo de las comunidades autónomas (están en la Wikipedia el Servicio Público de Empleo de Castilla y León y el Servicio Público de Empleo de Castilla-La Mancha, pero todos estos servicios autonómicos están en Internet; ver Enlaces externos abajo), para coordinar los medios y acciones nacionales y autonómicos con el objetivo último de lograr el pleno empleo.

### Estados Unidos
En los Estados Unidos, el New Deal incluía un programa federal de servicios de empleo. La primera pieza de esta legislación fue la Ley Wagner-Peyser de 1933. Actualmente los servicios de empleo se proporcionan a través de las ventanillas únicas establecidas por la Ley de inversión en mano de obra de 1998, modificada por la Ley de innovación y oportunidades laborales de 2013.

### Reino Unido
En el Reino Unido la primera agencia empezó en Londres, a través de la Ley de oficina de empleo (Londres) de 1902, que después se amplió a todo el país, un movimiento propiciado por el gobierno liberal a través de la Ley de bolsas de trabajo de 1909. La oficina pública de empleo actual del Reino Unido se llama Jobcentre Plus.

### Otros países
- Pôle emploi (servicio público de empleo de Francia)
- Hello Work (centro de servicios de empleo del Gobierno de Japón)
- PESO (servicio público de empleo de Filipinas)
- Bolsa de Trabajo de Lituania (servicio público de empleo de Lituania)
- AMS (Arbeitsmarktservice, servicio público de empleo de Austria)
- Bundesagentur für Arbeit (agencia de empleo federal de Alemania)
- PSZ (Publiczne Służpor Zatrudnienia, servicio público de empleo de Polonia)
- Organización Helénica de Empleo (Οργανισμός Απασχολήσεως Εργατικού Δυναμικού, ΟΑΕΔ, servicio público de empleo de Grecia)

## Para saber más
- DE Balducchi, RW Eberts, CJ O'Leary (eds), Política de servicios de empleo en Estados Unidos (W.E. Instituto W. E. Upjohn para la Investigación sobre el Empleo, 2004)
- P Craig, M Freedland, C Jacqueson y N Kountouris, Servicios públicos de empleo y ley europea (2007)
- R Kellogg, El servicio de empleo de Estados Unidos (University of Chicago Press, 1933)
- JB Seymour, El servicio de empleo británico (PS King & Son 1928)